# 歴史群像
『歴史群像』（れきしぐんぞう）は、ワン・パブリッシングが発行する日本の歴史、軍事に関する隔月刊専門雑誌である。
1992年6月に学習研究社（現・学研ホールディングス）より創刊され、2009年10月から2015年9月までは学研パブリッシングが、2020年6月まで学研プラス（現・Gakken）が発行していた。

## 概要
毎号、グラフ、写真やCGなどを多用して過去の歴史的な人物や戦争について具体的に検証して紹介する記事が特色の雑誌である。テーマとしては太平洋戦争と欧州戦史を中心とする第二次世界大戦や日本の戦国時代に関する特集記事が柱であるが、毎号10本程度の記事のうちには古代欧州から、その時々の時事に関係した現代史まで歴史や地域にこだわらず幅広く収載されている。
構成は巻頭から中世城郭や艦船に関するカラーグラフィック、特集記事、戦争史跡探訪、戦史関連作家や旧軍の従軍経験者へのインタビューなどの記事と続き、巻末に小林源文の戦記漫画が掲載される。また、扉絵は戦記物イラストレーターとして著名な小松崎茂のものが通巻30号から使われている。
専門誌でよく指摘されるマンネリ化については、人気テーマの重なる太平洋戦争に関するものや戦国時代もので、同じテーマの特集が組まれたりすることはあるが、必ず視点を変えることにより切り口を変えることで対処する方針をとっている。また、近号では出典として参考文献を明記している。
変わり種として、『機動戦士ガンダム』、『機動警察パトレイバー』、『ケルベロス・サーガ』といったフィクション世界内の歴史を扱ったムック「アナザー・センチュリー・クロニクル」が存在する。
兄弟誌として、2013年に「歴史発見」を創刊した。

## 歴史
雑誌のルーツは1987年に単発の歴史ムックとして出版された『織田信長』である。これが成功を収めたため、不定期刊行で歴史物のムックを出版することとなり、『歴史群像シリーズ』と命名された。『歴史群像シリーズ』は戦国時代を中心に刊行されたが高い人気を博し、学習研究社は遂に歴史総合雑誌として『歴史群像』を創刊するに至った。
創刊当時の出版業界はまだバブル景気の余波が残っており、雑誌売り上げは未だ右肩上がりを記録しており、そのような中、三国志ブームも手伝って歴史物に対するブームが沸いていた。とはいえ、競合誌と認識していた『歴史読本』や『歴史と旅』などと比較して個性を出す必要は編集部も感じており、学習研究社の強みである図鑑、教材で培った「図解」「絵を用いた再現」などが用いられた。2009年当時の総括編集長新井邦弘は「"わかりやすく"解説してあげるというノウハウには長けていたと思います。それまで歴史雑誌といえば活字で読ませるものが中心でした」と述べている。
当初、「人物・戦い・事件の検証」に重点を置いていたが、読者より要望の強かった「戦い」を中心に1997年4月から編集方針を大きく転換したと同社のホームページには記載している。具体的には、平成不況が深刻化し、雑誌離れが顕著となった1990年代後半の社会情勢もあった。そのため1997年からは隔月刊より負担の少ない季刊となった。また、そうした中で顕著となって現れてきたのは特集の内容によって売り上げ部数が万単位で変動する現象だった。当時の編集部は売り上げの良かった特集について分析を実施し、ミリタリー関係の特集が好評であると結論し、ムックとして『太平洋戦史シリーズ』の刊行を開始、本誌も総合誌の看板は維持したものの、徐々に軍事専門誌としての体裁を強化し、戦史関連の記事を増やして行った。季刊化の際サブタイトルを「戦略・戦術・戦史Magazine」としたのもこのためである。このような経営改善効果のため、販売部数のぶれは改善し、2001年には再度隔月刊にすることが出来たという。

## 編集方針
特に明示されたものはない。なお、創刊号の編集後記で総括編集長太田雅男が「人がいかに生きたか、戦いがどう行われたか、歴史の闇の中から、鮮明に浮かび上がらせたい。真の歴史ファンの方々に、ドキドキしながら手に取ってもらえる雑誌になればと思う」と述べている。
なお、雑誌のサブタイトルとして、クレジットされているメッセージは以下の通り。
- 人物・戦い・歴史推理（創刊号）
- 人物・戦い・事件を検証・推理・再現する（通巻2号～4号、17号～19号）
- 歴史の真相に鋭く切り込む!（通巻20号～29号）
- 戦略・戦術・戦史Magazine（通巻30号～現在まで）

## 装丁関係
- 創刊当初はA4変型版だったが、11号を区切りとして読者の要望によりB5変型版に変更されている。
- ロゴタイトル及び表紙は通巻30号を機に大幅に変更されて現在に至っている[注 4]。

## 定量データ
販売部数は4万7000部。但し、潜在層を含めたマーケットとして20万～30万人程度を想定。
『AURA』の取材に対して、読者層は下記のように回答している。
- 50歳以上：21.6%
- 50歳未満：78.4%
  - 30～49歳：54.6%

中年層が多いのは少年時代のマンガ雑誌等による戦記ブームの体験世代であることが挙げられている。また、『AURA』で明らかにされたデータでは購買者の3割が女性であるとされているが、新井は歴女ブームによる影響には否定的である。
なお、広告収入に頼らない（当てにならないため）方針であり、奇しくも老舗軍事雑誌の世界の艦船と共通している。

## 販路拡大策
- 新井は女性読者の増加については「男社会でも歓迎されます。女性たちとのコミュニケーションに関ヶ原の話題が使えるわけですから（笑）。そのネタモトとして歴史小説や歴史雑誌を活用してもらえると嬉しいですね」と述べている[3]。また、AERAやニューズウィークを買うような女性層の取り込みも射程に入れているという[5]。
- 『AURA』でのインタビューによれば、新規読者層として戦記ブームどころかロボットアニメブームすら経ていない20代の若年層を意識し、「ジャーナリズムと接点のある戦記もの」の充実を目指していると言う[5]。
- 新規ライターを発掘する場として1994年より『歴史群像大賞』を設けているが、受賞者が他社で活躍することが多いのが難点だと言う。新井は文芸出版社ではないため作家を育てる点に弱点があると分析している[5]。
- ネット社会の進展についても言及がある。新井は諜報、情報戦分野でよく引き合いに出されるインフォメーションとインテリジェンスの違いに触れながら「速報性での役割を担う必要はありません」「用語解説はウィキペディアを見ればいい。うちはミリタリーの見方を概念的に、しかも連続性のあるものとして紹介していく。そうやって得た信用がブランドになる」と本誌のスタンスを明示している[5]。

## 派生作品
- コンピュータゲーム
  - 歴史群像 presents ものしり戦国王 ､グローバル･A・エンタテインメント ､ニンテンドーDS､2007年
  - 歴史群像 presents ものしり幕末王 ､グローバル･A・エンタテインメント ､ニンテンドーDS､2008年
  - 歴史群像preesents ものしり三国志 ､グローバル･A・エンタテインメント ､ニンテンドーDS､2008年